# Ivan Schitco

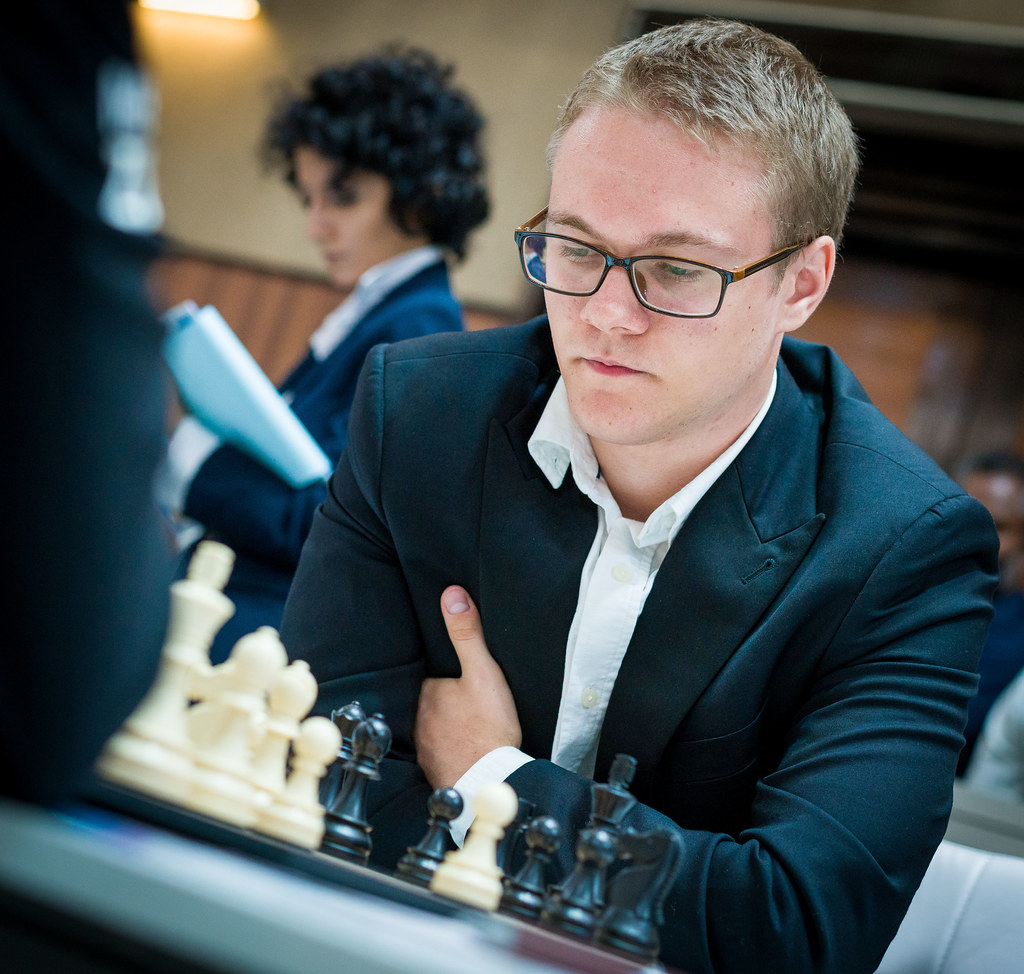
Ivan Schitco in 2022

Ivan Schitco (Chișinău, 4 januari 2003) is een Moldavische schaker. Hij is sinds 2022 een grootmeester (GM). 

## Schaakcarrière
Ivan Schitco is een van de beste jonge Moldavische schakers. Hij nam deel aan het Europees schaakkampioenschap voor jeugd en aan het Wereldkampioenschap schaken voor jeugd. Hij kreeg training van de Internationaal Meester Boris Itkis en nam regelmatig deel aan sessies aan het Chess Federation Performance Center, onder begeleiding van de grootmeester en trainer Dmitrii Svetuskin.
In 2012 werd hij derde op het wereldkampioenschap schaken voor scholen.
In november 2017 won hij in Moskou (Rusland) het internationaal toernooi om de "Botwinnik Cup", waaraan werd deelgenomen door de sterkste junior-spelers uit 11 landen, waaronder 8 schakers met internationale titels. In 2019 won Ivan Schitco het Europees kampioenschap schaken voor scholen in de leeftijdsgroep tot 17 jaar.
Ivan Schitco nam met het team van Moldavië deel aan de Schaakolympiade:
- in 2022, aan het eerste bord, bij de 44e Schaakolympiade in Chennai (+2 =7 −1).[2] Hij leidde Moldavië naar een historische 6e plaats, en wist daarbij remise te spelen tegen de wereldkampioen schaken Magnus Carlsen.[3]

Ivan Schitco nam met het team van Moldavië deel aan het Europees schaakkampioenschap voor landenteams: 
- in 2019, aan het derde bord, bij het 22e EK landenteams in Batoemi (+3 =1 −3)[4]

In 2019 kreeg hij de titel Internationaal Meester (IM) en drie jaar later kreeg hij de titel grootmeester (GM).
Ivan Schitco is student aan de Universiteit van Texas in Dallas en is ook lid van het schaakteam van deze universiteit.

## Externe koppelingen
- (en)   Informatie over schaakpartijen van Ivan Schitco op ChessGames.com
- (en)   Informatie over schaakpartijen van Ivan Schitco op 365chess.com
- (en)  FIDE-ratinggegevens voor Ivan Schitco